# Aleksej Koncedalov
Aleksej Igorevič Koncedalov (in russo Алексей Игоревич Концедалов?; traslitterazione anglosassone: Aleksei Igorevich Kontsedalov; Valujki, 24 luglio 1990) è un ex calciatore russo, di ruolo difensore.

## Biografia
È il fratello di Roman Koncedalov, ex calciatore professionista.